# Clive Limpkin
Clive Limpkin, né en 1937  au Royaume-Uni, et mort le 13 mai 2020 à Londres  est un photojournaliste et écrivain britannique. Il est connu pour sa couverture de la bataille du Bogside en août 1969.

## Biographie
Clive Limpkin naît en 1937 au Royaume-Uni. Il a travaillé comme photojournaliste au Sun dans les années 1960 et 70 avant d’être recruté par le Daily Mail. Il a aussi travaillé comme photographe indépendant au Daily Express, Daily Sketch, The Daily Mail, The Sunday Times et The Observer.
Une photo de son reportage sur la bataille du Bogside à Londonderry en août 1969 – un garçon nommé Paddy Coyle, portant un masque à gaz et tenant un cocktail Molotov – est devenue iconique. Devenu éditeur d’A La Carte magazine, il quitte le monde de la presse pour se concentrer sur la photographie de voyage et l’écriture.
Clive Limpkin, marié et père de deux enfants, meurt chez lui à Londres le 13 mai 2020 à l’âge de 82 ans, à la suite d’une tumeur au cerveau,.

## Publications
- The Battle of Bogside, Penguin Books Ltd, 1972. Réédité en 2019 par Guildhall Press and Museum of Free Derry.  (ISBN 978-0140036183)
- India Exposed: The Subcontinent A-Z, Abbeville Press Inc, 2009.  (ISBN 978-0789209948)
- Lost in the Reptile House, Kindle Book, 2013.
- Talk to me America, Kindle Book, 2014.

## Expositions
Son reportage sur la bataille du Bogside a été exposé à la Photographers’ Gallery de la National Portrait Gallery de Londres.
- 1994 : The Petrol Bomber, fresque murale peinte par The Bogside Artists[7].
- 2013 :  Picturing Derry, The City Factory (Derry), et Grand Hall, Stormont (Belfast)[8] .

## Prix et récompenses
- 1973 : Médaille d’or Robert Capa pour son livre The Battle of Bogside[9]
- 1976 : World Press Photo, General Features, Singles, 1st prize pour sa photo « The photographer’s son in the garden »[10].